# Stacja elektroenergetyczna
Stacja elektroenergetyczna – zespół urządzeń służących do:
- przetwarzania i rozdziału (stacja transformatorowo-rozdzielcza) albo
- tylko do rozdziału energii elektrycznej (rozdzielnia, czyli stacja rozdzielcza)
- tylko do transformacji energii elektrycznej (stacja transformatorowa),

tworząc węzeł w sieci elektroenergetycznej. Zespół tych urządzeń znajduje się na ogrodzonym terenie lub we wspólnym pomieszczeniu (obudowie, obiekcie).

## Elementy stacji

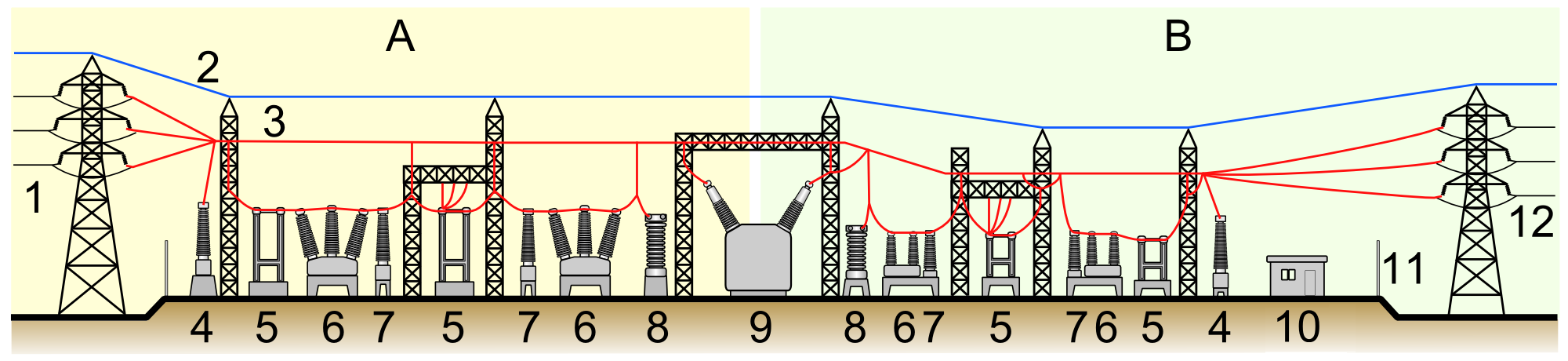
Stacja elektroenergetyczna – przekrój
A: wejście linii elektroenergetycznych (strona pierwotna) B: wyjście linii elektroenergetycznych (strona wtórna)
1. wejście liniowe 2. linka odgromowa 3. przewody linii napowietrznej 4. ogranicznik przepięć 5. odłącznik 6. wyłącznik 7. przekładnik prądowy 8. przekładnik napięciowy 9. transformator mocy 10. nastawnia 11. ogrodzenie 12. wyjście liniowe

W skład stacji elektroenergetycznej wchodzą następujące elementy:
- szyny zbiorcze (oszynowanie)
- pola rozdzielni
- stanowiska transformatorów lub autotransformatorów
- stanowiska przekształtników (stacje prądu stałego)
- pomieszczenia urządzeń pomocniczych
- nastawnie (sterownie).

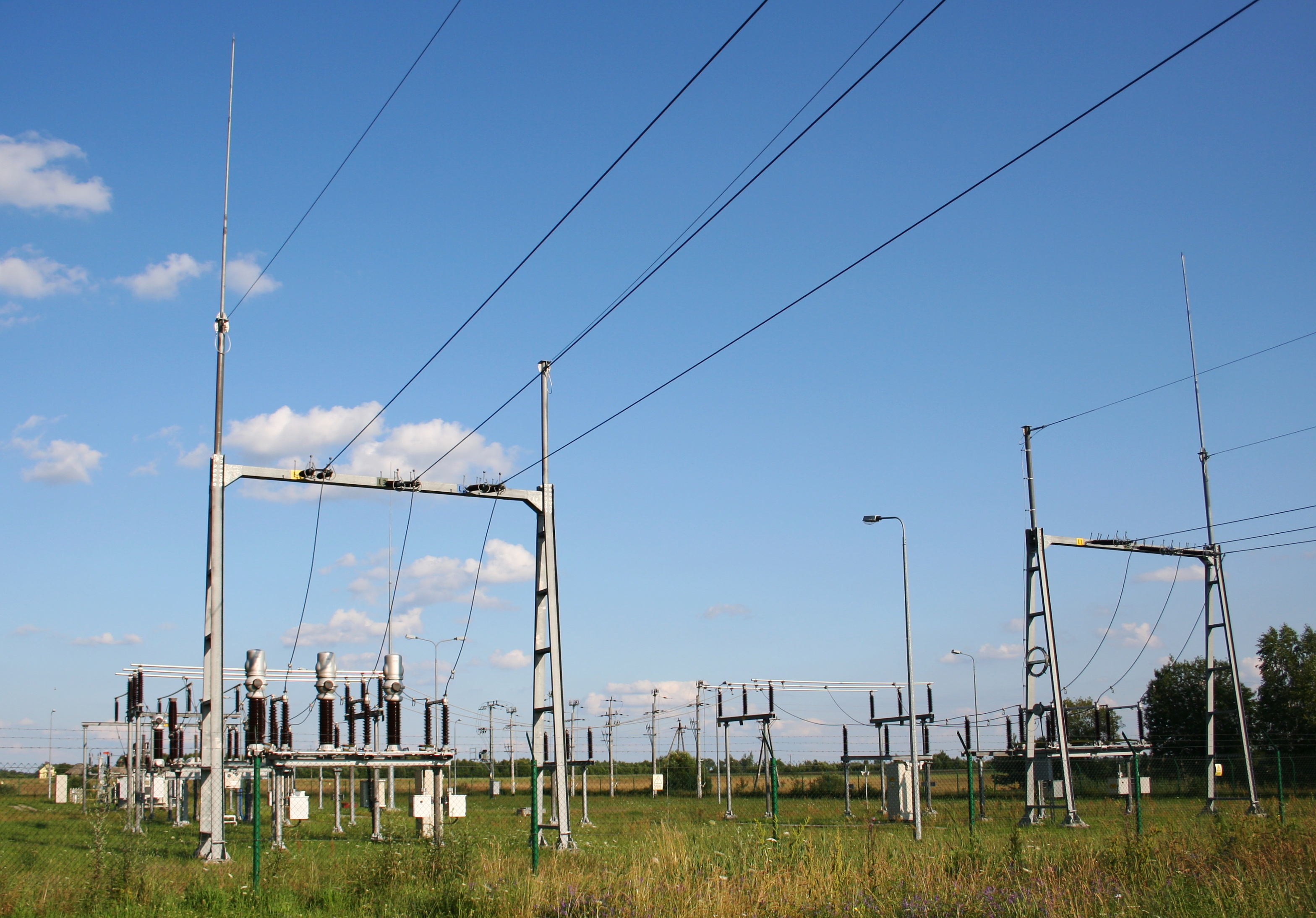
Stacja 110/15 kV Lewkowo (województwo podlaskie)

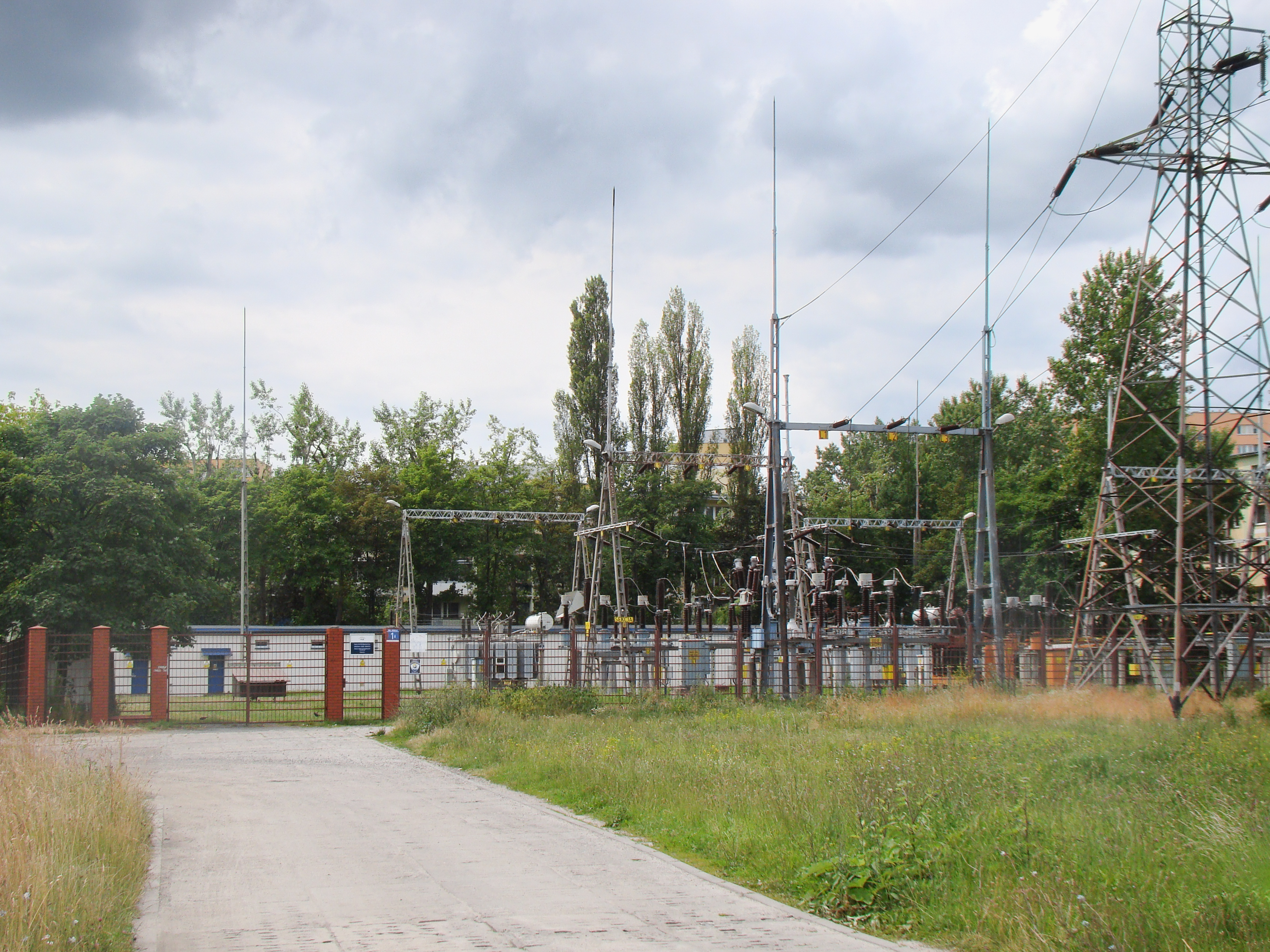
Stacja 110/15 kV Łódź-Retkinia

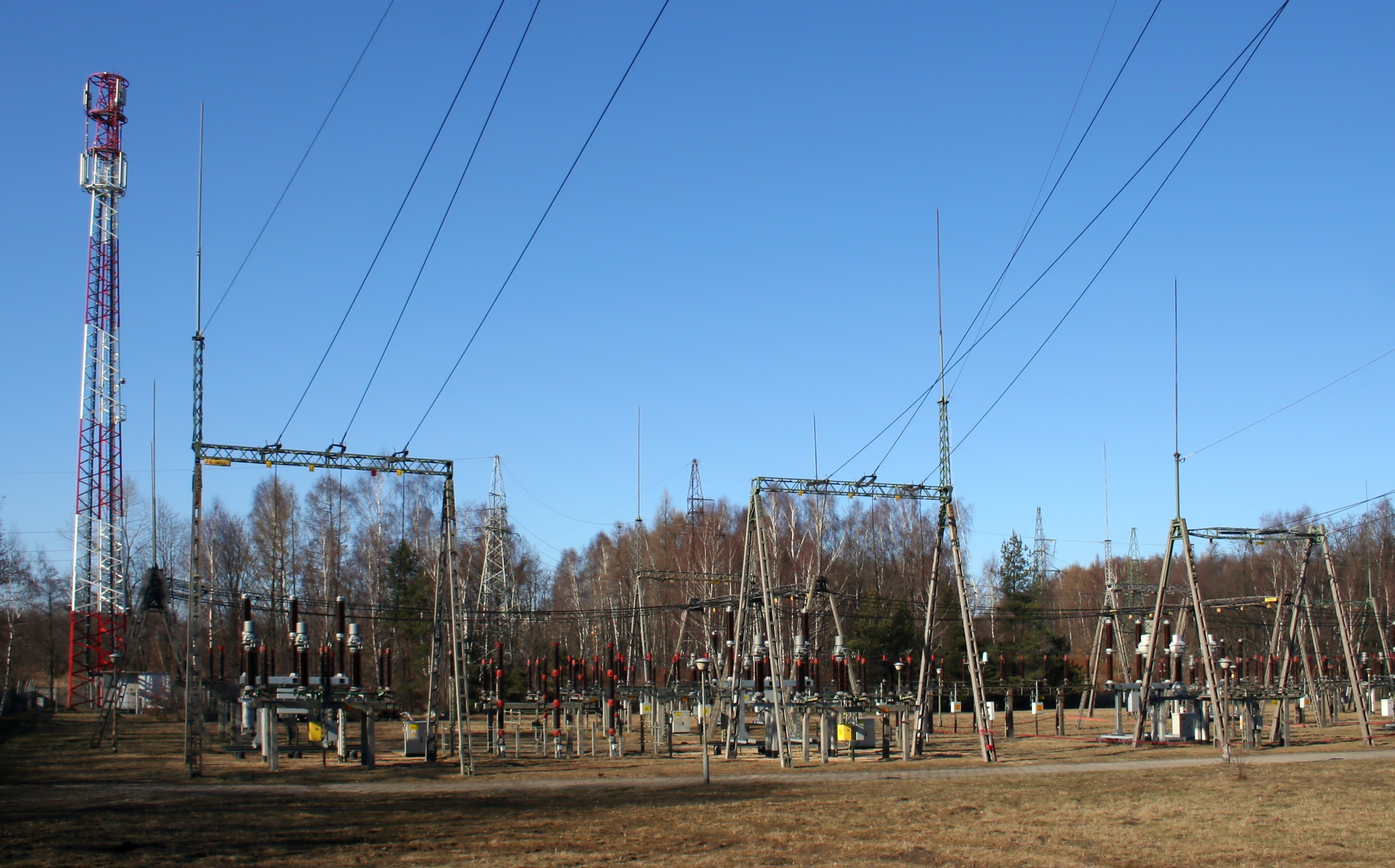
Stacja elektroenergetyczna „Aniołów” 220/110 kV w dzielnicy Wyczerpy-Aniołów w Częstochowie

Szyny zbiorcze (także obejściowe) to miejsce połączenia linii i transformatorów. W zależności od rodzaju stacji i jej znaczenia mogą być szyny pojedyncze, podwójne, potrójne i dodatkowo podzielone na sekcje.

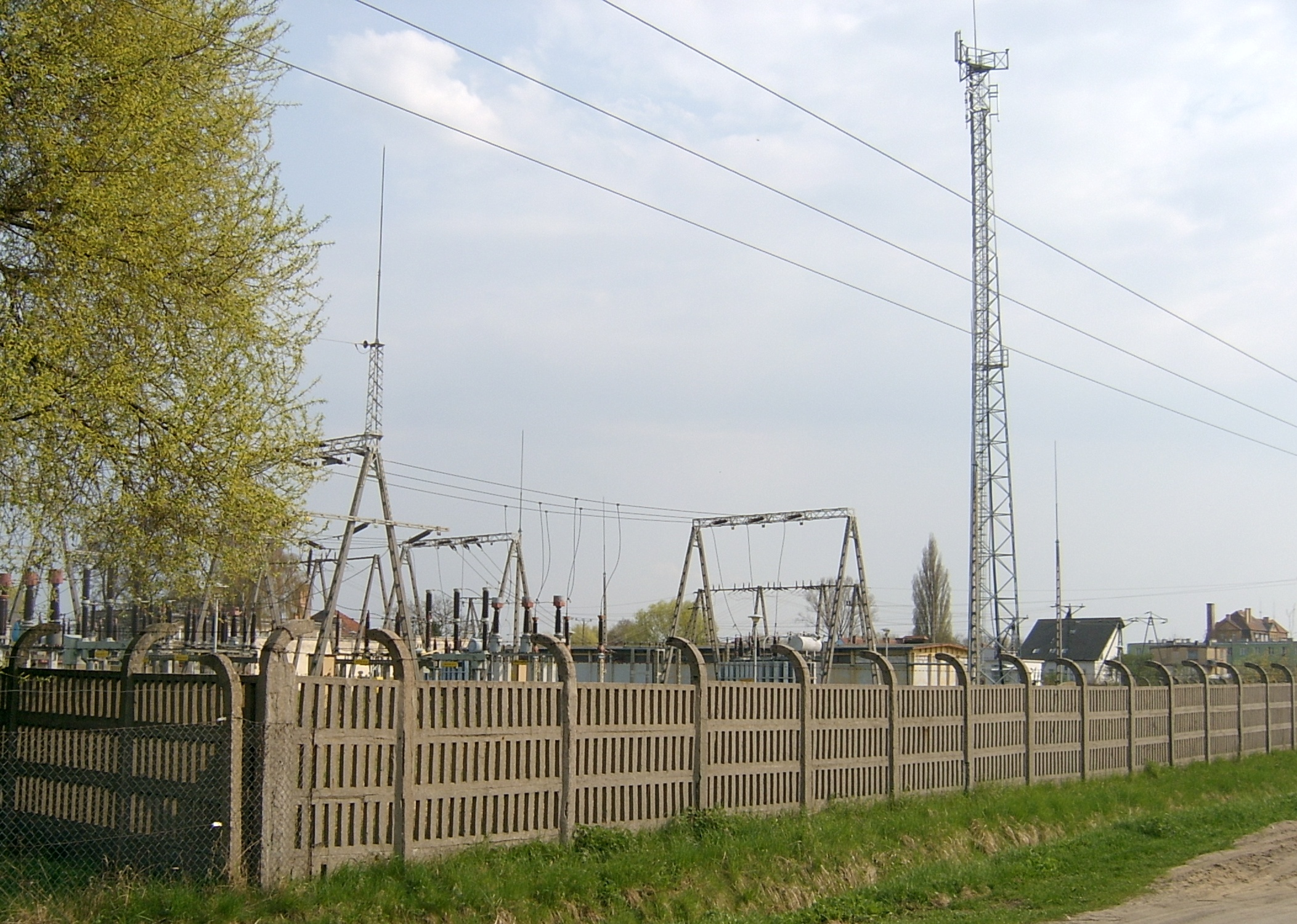
Stacja elektroenergetyczna 110/15 kV Słubice

Pola rozdzielni składają się z toru prądowego i jego wyposażenia w urządzenia główne i pomocnicze wraz z konstrukcjami wsporczymi. Rozróżnia się na stacjach rozdzielnie:
- liniowe napowietrzne i kablowe
- transformatorowe
- łącznika szyn – sekcyjne i systemowe.

Poza tymi polami występują też pola poza głównym torem prądowym:
- potrzeb własnych
- pomiarowe (pomiar prądu i napięcia)
- odgromowe
- uziemiające szyn.

Stanowiska transformatorów to miejsca usytuowania transformatora na stacji wraz z urządzeniami pomocniczymi np. instalacja do zraszania transformatora.
Pomieszczenia urządzeń pomocniczych to zazwyczaj tzw. akumulatornie i rozdzielnie potrzeb własnych prądu stałego i pomocniczego napięcia przemiennego do zasilania sprężarek, zbiorników z gazowym czynnikiem izolacyjnym (powietrze, sześciofluorek siarki itp.).

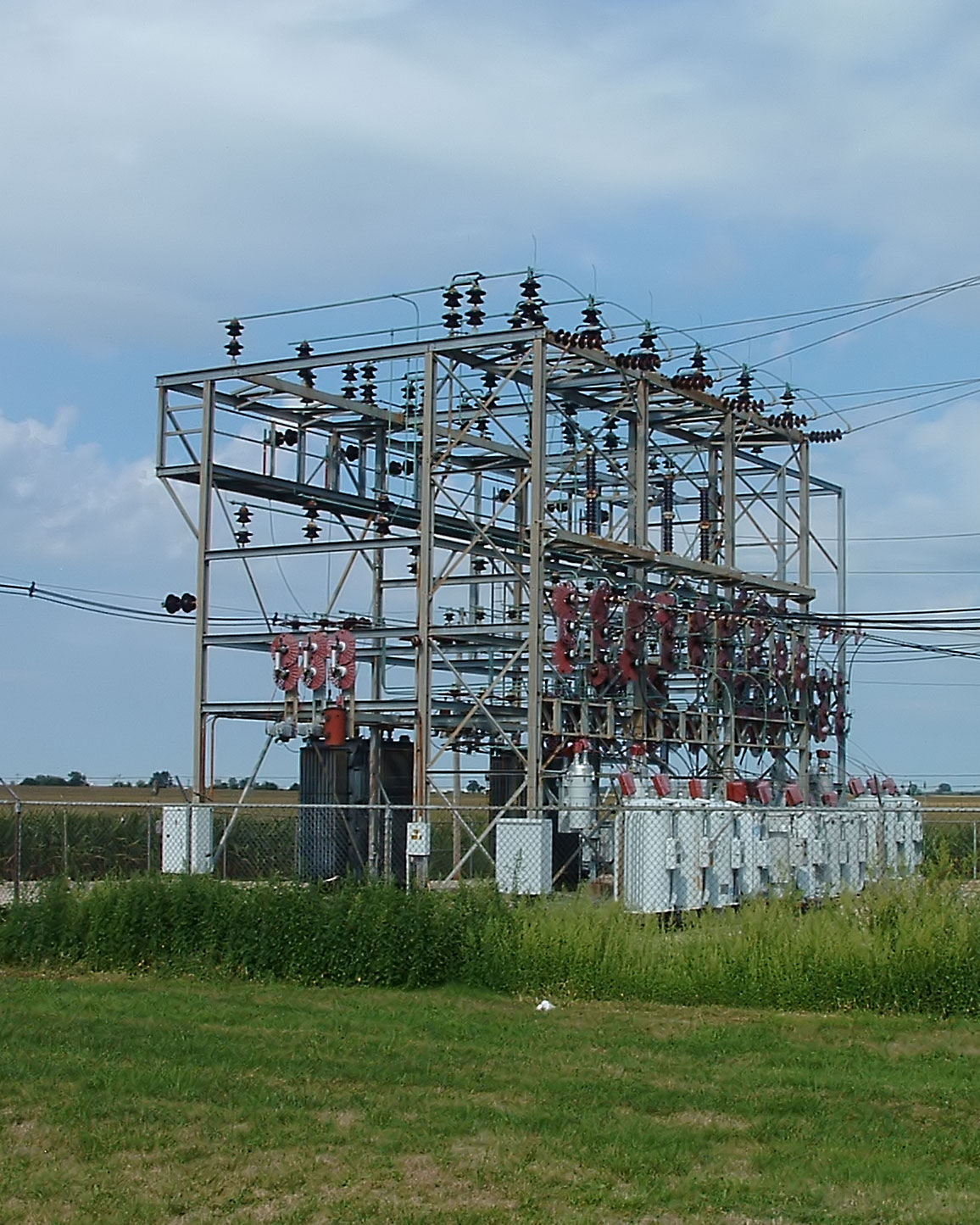
„Kompaktowa” stacja elektroenergetyczna w Stanach Zjednoczonych

W nastawni są zazwyczaj zlokalizowane układy sterowania i nadzoru przy urządzeniach związanych z danym polem i są to układy:
- sterowania urządzeń
- elektroenergetycznej automatyki zabezpieczeniowej (EAZ)
- synchronizacji
- regulacji napięcia
- lokalizacji uszkodzeń linii
- pomiarów lokalnych (prąd elektryczny, napięcie elektryczne, moc czynna i bierna)
- telemechaniki
- rezerwacji lokalnej wyłączników.

Stacje elektroenergetyczne dzielą się ze względu na sposób wykonania na:
- wnętrzowe
  - nadziemne
  - podziemne
- napowietrzne.

Stacje wnętrzowe to zazwyczaj stacje zawierające urządzenia w izolacji gazowej z SF6 i zajmujące dużo mniej terenu niż stacje napowietrzne. W przypadku obu typów stacji (wnętrzowe i napowietrzne) dąży się do zajmowania jak najmniejszej powierzchni terenu, stąd powstała idea stacji kompaktowej, gdzie część urządzeń jest „zagnieżdżona” na mniejszym obszarze, a niektóre zestawy urządzeń znajdują się na specjalnych wysuwanych konstrukcjach.
Oprócz tego stosuje się jeszcze podział z uwagi na funkcje stacji:
- GPZ – główny punkt zasilania
- RPZ – rozdzielczy punkt zasilania.